# 제리 오바크
제리 오바크(영어: Jerry Orbach, 1935년 10월 20일 ~ 2004년 12월 28일)는 미국의 배우이다.

## 출연 작품
- 《범죄와 비행》 (1989)
- 더티 댄싱